# Live!! +one
Live!! +one este un EP live înregistrat de trupa britanică de heavy metal Iron Maiden. Toate piesele au fost înregistrate live în celebrul club londonez Marquee. EP-ul a fost lansat inițial numai în Japonia, în noiembrie 1980.
În 1984 EP-ul a fost lansat și în Grecia cu un tracklist  mărit, deși numai piesa "I've Got the Fire" fiind din cele înregistrate în clubul Marquee. Celelalte piese fiind luate de pe EP-ul Maiden Japan, iar "Prowler" de pe albumul de debut al trupei.

## Tracklist

### Versiunea originală

#### Partea unu
1. "Sanctuary (live)"
2. "Phantom of the Opera (live)"

#### Partea doi
1. "Drifter (live)"
2. "Women in Uniform"

1. "Iron Maiden" (Harris) - 3:35
2. "Invasion" (Harris) - 2:39
3. "Prowler" (Harris) - 3:55

### Versiunea grecească

#### Partea unu
1. "Drifter (live)"
2. "Phantom of the Opera (live)"
3. "Women in Uniform"
4. "Innocent Exile (live)"

#### Partea doi
1. "Sanctuary (live)"
2. "Prowler"
3. "Running Free (live)"
4. "Remember Tomorrow (live)"
5. "I've Got the Fire (live)"

## Componența
- Paul Di'Anno - voce
- Dave Murray - chitara
- Steve Harris - bas
- Clive Burr - baterie

- Dennis Stratton – chitară și voce pe "Drifter," "Phantom of the Opera," "Women in Uniform," "Sanctuary," "I've Got the Fire," și "Prowler"
- Adrian Smith – chitară și voce pe "Innocent Exile," "Running Free," și "Remember Tomorrow"